# Pelorurus glaucopterus
Pelorurus glaucopterus är en skalbaggsart som beskrevs av Sylvain Auguste de Marseul 1862. Pelorurus glaucopterus ingår i släktet Pelorurus och familjen stumpbaggar. Inga underarter finns listade i Catalogue of Life.